# 再深入一點
《再深入一點》（英語：Go Deep）是美國黑人女歌手珍娜·傑克森在1998年6月發行的單曲，這首單曲在美國告示牌舞曲榜獲得冠軍，在英國單曲榜獲得第13名。

## 資料

### 單曲簡介
〈再深入一點〉最早收錄在珍娜·傑克森第六張錄音室專輯《華麗的冒險》（英語：The Velvet Rope），這首單曲由珍娜·傑克森和製作團隊共同創作與製作，是一首節拍段落分明的節奏藍調式舞曲。

### 商業成績
〈再深入一點〉是從專輯《華麗的冒險》中推出的第四首單曲，繼〈再度重逢〉拿下兩週冠軍和〈我好寂寞〉空降第3名之後，珍娜·傑克森接下來要推出的單曲備受矚目。可惜的是〈再深入一點〉未在美國地區發行實體單曲，而再次無緣打進告示牌流行單曲榜，成為《華麗的冒險》繼〈失去了才了解〉後第二首無緣登上流行榜的單曲。不過〈再深入一點〉在舞曲榜表現出色，拿下一週冠軍，成為珍娜·傑克森第12首全美冠軍舞曲。
〈再深入一點〉在英國單曲榜最高成績為第13名。